# Kommunistischer Bund
Der Kommunistische Bund (KB) war eine in den 1970er Jahren im Verhältnis zu anderen im linksradikalen Spektrum organisierten Gruppen relativ starke, zunächst maoistisch orientierte, später der undogmatischen Linken zugehörige politische Organisation. Der Kommunistische Bund wurde zu den K-Gruppen gezählt und bestand bis 1991.

## Entwicklung
Der KB ging aus dem Zusammenschluss des Hamburger Sozialistischen Arbeiter- und Lehrlingszentrum (SALZ) mit dem Kommunistischen Arbeiterbund Hamburg sowie SALZ Bremerhaven, SALZ Frankfurt, der Kommunistischen Aufbaugruppe (KAG) Oldenburg und den KB/ML's in Eutin und Flensburg hervor.
Das SALZ Hamburg wiederum war entsprungen aus dem DGB Jour Fixe, dem Sozialistischen Lehrlingszentrum (SLZ), in das sich auch Teile des Harburger Lehrlingszentrums integriert hatten, das u. a. bei der Norddeutschen Affinerie und der Phoenix AG aktiv war, weiterhin das Gewerkschaftliche Komitee zur Demokratisierung der Schiffswerft und Rüstungsfabrik Blohm & Voss sowie das Bergedorfer Arbeiter- und Lehrlingszentrum (BALZ).
Eine enge Zusammenarbeit bestand mit dem KB/ML in Lübeck und den SALZ in Cuxhaven und Stade, die auch an der neuen gemeinsamen Zeitung 'Arbeiterkampf' (AK) mitarbeiteten.
Der KB entsprang der Jugendbewegung der späten sechziger Jahre, wobei sich aus der illegalen KPD kommende frühe marxistisch-leninistische Kräfte der kleinen Kadergruppe KAB Hamburg um Knut Mellenthin mit dem aus der Hamburger Lehrlingsbewegung hervorgegangenen SALZ verbündeten. Ihnen schlossen sich die Mehrheit der Oberschüler aus dem Kommunistischen Oberschülerbund (KOB) Hamburg, aber nur die Minderheit der an den Hochschulen tätigen bisherigen Sympathisanten des SALZ (SdS) an. Die Mehrheit der SdS dagegen bildete die Sozialistische Studentengruppe (SSG) Hamburg, die sich dem Kommunistischen Bund Westdeutschland (KBW) anschloss bzw. im Verein mit der Minderheit der Schüler, der Sozialistischen Schülerfront (SSF) Hamburg, dessen Hamburger Gruppe aufbaute. Die besonders intime Feindschaft des KB mit dem KBW kann aus dieser Spaltung sowie aus der Konkurrenzsituation im zunächst norddeutschen und ab ungefähr 1975 auch bundesdeutschen Raum erklärt werden.

## Struktur
Das sogenannte Leitende Gremium (LG), eine Gruppe von bis zu zwölf Personen, bildete die Führungsgruppe des KB; seine Aufgabe bestand in der „praktischen und ideologischen Instruierung der Organisation“. Das LG agierte mehr oder weniger konspirativ, die Zusammensetzung wurde nach außen nicht bekannt gegeben, und es fanden bis 1989 nie Wahlen zu diesem Gremium oder innerhalb dieses Gremiums statt. Die personelle Kontinuität war relativ hoch. Insbesondere die Redaktion des Arbeiterkampf, des bei weitem einflussreichsten Organs des KB, war unmittelbar Sache des Leitenden Gremiums.
Der KB grenzte sich deutlich vom Kommunistischen Bund Westdeutschlands (KBW) und der KPD/ML ab und gab sich in der Diktion weniger dogmatisch. Die Hamburger Grün-Alternative Liste (GAL bzw. AL) wurde in ihren ersten Jahren von KB-Aktivisten unterstützt. Mit dem Aufstieg der GAL verlor der KB an Bedeutung. Eine Abspaltung war die Gruppe Z, aus der viele spätere Politiker der Grünen wie Thomas Ebermann, Rainer Trampert, Jürgen Reents und Jürgen Trittin hervorgingen.
Die KB-Zeitung Arbeiterkampf (kurz AK genannt) erzielte ihre höchsten Auflagen in den späten 1970er Jahren. Sie erschien im zweiwöchigen Rhythmus. Zu dieser Zeit hatte der KB schätzungsweise 2500 Mitglieder, davon etwa 1500 in Hamburg. Von den Zentralorganen anderer kommunistischer Organisationen unterschied der AK sich dadurch, dass in ihm nicht bloß eine „Parteilinie“ propagiert, sondern auch kontrovers diskutiert wurde. So spielte AK in Hamburg die Rolle einer linken Gegenpresse. Ein weiteres Aushängeschild des KB war der 1980 gegründete Buntbuch-Verlag, dessen Sachbuch- und Belletristik-Programm die zunehmende Öffnung gegenüber den Neuen Sozialen Bewegungen dokumentierte.
Ein Schwerpunkt des KB war die Arbeit in Betrieben und Gewerkschaften. Mit seiner Politik unter Arbeitern und Angestellten war der KB zunächst erfolgreich. Bei den Betriebsratswahlen 1975 wurden 100 Mitglieder und Sympathisanten des KB gewählt. KB-Mitglieder unterstützten und initiierten Aktionen gegen Rationalisierungsmaßnahmen, Arbeitsplatzabbau und Betriebsschließungen. Man kritisierte die von Politikern und Gewerkschaftsführern propagierte Ideologie der Sozialpartnerschaft als Täuschung und Irreführung. Voreilige Abschlüsse bei Tarifrunden wurden abgelehnt. Man unterstützte gewerkschaftliche Initiativen zur Umwandlung von Rüstungsbetrieben in zivile Produktionsstätten.
Auf dem Gebiet der Rechtshilfe arbeitete der KB nur kurz innerhalb der Roten Hilfe Hamburg, grenzte sich dann, unter dem Eindruck der eskalierenden Gewalt scharf von der Rote Armee Fraktion (RAF) ab und bildete bald sein eigenes Initiativkomitee Arbeiterhilfe Hamburg (IKAH).
1976 wurde aus dem KB heraus das Kinderhaus Heinrichstrasse mitgegründet. Dafür wurde im KB eine Kinderkommission geschaffen.

## Positionen
Das theoretische Herzstück der KB-Positionen, das zugleich den Kern der Differenzen zu den konkurrierenden „K-Gruppen“ markierte, war die These einer fortschreitenden „Faschisierung“ von Staat und Gesellschaft in der BRD. Während andere marxistisch-leninistisch inspirierte Gruppen annahmen, die fortschreitende ökonomische Krise des Kapitalismus werde zu einer allgemeinen linken Politisierung und einer revolutionären Massenbewegung führen, vertrat der KB die oft als „pessimistisch“ und „defätistisch“ gescholtene Auffassung, aufgrund der historischen Besonderheiten Deutschlands werde die Krise eher zu einer Entwicklung nach rechts und zu einem neuen Faschismus führen.
Eine weitere Differenz zu anderen maoistischen Organisationen bestand darin, dass der KB der Sowjetunion und ihren Verbündeten trotz aller Kritik an deren innenpolitischen Zuständen eine weltpolitisch eher fortschrittliche Rolle zubilligte und die chinesische Theorie vom „sowjetischen Sozialimperialismus“ ablehnte. So verteidigte der KB die Existenz der DDR, während viele andere Maoisten die deutsche Einheit forderten, und wies die von Konkurrenzorganisationen vertretene Linie der „Vaterlandsverteidigung“ gegen den „Sozialimperialismus“ scharf zurück. Im Gegenteil warf der KB der BRD bereits 1972 vor, unter dem Deckmantel der europäischen Integration die Herrschaft über die europäischen Nachbarn anzustreben. Zielsetzung der westdeutsch beherrschten EWG sei die Gegnerschaft gegen die Länder Osteuropas, des Trikonts und die Konkurrenz mit den USA. Die historisch begründete „besondere Aggressivität“ des bundesdeutschen Imperialismus ging als wesentliche Determinante in die Faschisierungsthese des KB ein.
Am Ende einer intensiven Auseinandersetzung mit der Außenpolitik der Volksrepublik China distanzierte sich der KB 1976 von seinem vormaligen ideologischen Bezugsmodell. Auch die innenpolitische Entwicklung in China nach dem Tode Maos wurde kritisiert und als „Rechtsputsch“ bewertet.

## Spaltungs- und Zerfallsprozesse
Im Laufe der 1980er Jahre traten innerhalb der schrumpfenden Gruppierung Differenzen zutage, die sich zunächst auf den Nahostkonflikt bezogen. Insbesondere auf Initiative jüdischer KB-Mitglieder wurde der in der Linken damals gängige und auch von Teilen des KB vertretene „Antizionismus“ und der Vergleich der Politik Israels mit derjenigen der Nazis (AK-Schlagzeile: „Endlösung der Palästinenserfrage“) scharf zurückgewiesen. Diese Position wurde besonders energisch von der Frankfurter KB-Gruppe vertreten, die auf die Existenz eines unterschwelligen Antisemitismus in Teilen der Linken aufmerksam machte.
Als mit dem Ende der SED-Diktatur das Thema der Wiedervereinigung Deutschlands auf die Tagesordnung gelangte, erwiesen sich die Differenzen im KB als unüberbrückbar. Die KB-Mehrheit zog aus der Unaufhaltsamkeit der Tendenz zur deutschen Einheit die Schlussfolgerung, nunmehr müsse die soziale Frage im Zusammenhang mit der Restauration des Kapitalismus in der vormaligen DDR im Mittelpunkt stehen, und strebte eine Zusammenarbeit mit der PDS an. Die Minderheit dagegen setzte auf Fundamentalopposition gegen die Wiederherstellung des deutschen Nationalstaats, wirkte an dem Bündnis Radikale Linke mit und unterstützte die Demonstration Nie wieder Deutschland in Frankfurt am Main (Mai 1990). Aus der Minderheit bildete sich die Gruppe K, welche die antideutsche Zeitschrift Bahamas herausgab.

## Auflösung
Der KB löste sich im April 1991 auf. Die Monatszeitung AK erschien bis Mitte 1992 noch als Dachorgan beider KB-Strömungen weiter und wurde dann, in ak – analyse + kritik umbenannt, von der ehemaligen Mehrheitsfraktion allein mit zunächst PDS-freundlicher Linie weitergeführt.
Der Politologe Georg Fülberth nannte den KB das „Trüffelschwein“ der deutschen Linken, da der KB frühzeitig neue Themen der radikalen Linken abseits des Arbeiterbewegungs-Traditionalismus aufspürte. Von konkurrierenden Organisationen innerhalb der Linken wurde der KB wegen seines geographischen Schwerpunktes und seiner Schwäche im Süden und Westen der BRD auch als KB (Nord) bezeichnet.

## Auswahl ehemaliger KB-Mitglieder
- Angelika Beer, 2002–2004 Bundesvorsitzende von Bündnis 90/Die Grünen, seit November 2009 Mitglied der Piratenpartei Deutschland
- Thomas Ebermann, in den 1980er Jahren führender Vertreter des ökosozialistischen Flügels der Grünen, Publizist und Kabarettist
- Kai Ehlers, † Journalist, Russland-Experte, Transformations-Forscher
- Jürgen Elsässer, Journalist, Querfront-Aktivist[5][6][7]
- Jan Feddersen, Journalist (taz), Schwulenaktivist und Eurovision-Song-Contest- bzw. Schlager-Experte
- Claudia Gohde, 1991–1997 im PDS-Bundesvorstand, aktuell Leiterin der Bundesgeschäftsstelle der Linken
- Andrea Gysi, geb. Lederer, Rechtsanwältin und 1990–1998 Bundestagsabgeordnete der PDS, 1996 bis 2013 mit Gregor Gysi verheiratet
- Bettina Hoeltje, 1980–1981 im Bundesvorstand der Grünen, 1982 und 1985–1986 Hamburger Bürgerschaftsabgeordnete der GAL, feministische Psychologin und Autorin
- Ulla Jelpke, 1990–2002 und 2005–2021 Bundestagsabgeordnete für die PDS bzw. Die Linke, Innenpolitische Sprecherin der Bundestagsfraktion, Ex-Redakteurin der Tageszeitung junge Welt, für die sie weiterhin als Autorin tätig ist
- Matthias Küntzel, Publizist
- Knut Mellenthin, Journalist
- Jürgen Reents, † Politiker und Journalist, von 1999 bis 2012 Chefredakteur der Tageszeitung Neues Deutschland
- Bernard Schmid, Journalist, Buchautor, Jurist bei einer französischen NGO zur Rassismusbekämpfung
- Micha Stein, † Musiker, Kabarettist und Autor
- Hans-Georg Stümke, † Schriftsteller, Lehrer, Historiker und Publizist
- Rainer Trampert, 1982–1987 Bundesvorstandssprecher der Grünen, bis zu seinem Austritt 1990 führender Vertreter des ökosozialistischen Flügels der Grünen, Publizist und Kabarettist
- Jürgen Trittin, 1994–1998 Bundessprecher von Bündnis 90/Die Grünen, 1998–2005 Bundesminister für Umwelt, Naturschutz und Reaktorsicherheit, 2009–2013 Vorsitzender der Bundestagsfraktion von Bündnis 90/Die Grünen
- Justus Wertmüller, Autor, Vordenker der Bahamas

## Publikationen des KB
- Kommunistischer Bund (Hrsg.): Wer mit wem? Braunzonen zwischen CDU/CSU und Neonazis. Ein Nachschlagewerk für Antifaschisten. Buntbuch, Hamburg 1981, ISBN 3-88653-002-7.